# Lijst van personen uit Venray
De chronologische lijst van personen uit Venray bevat mensen die in deze Limburgse plaats zijn geboren.

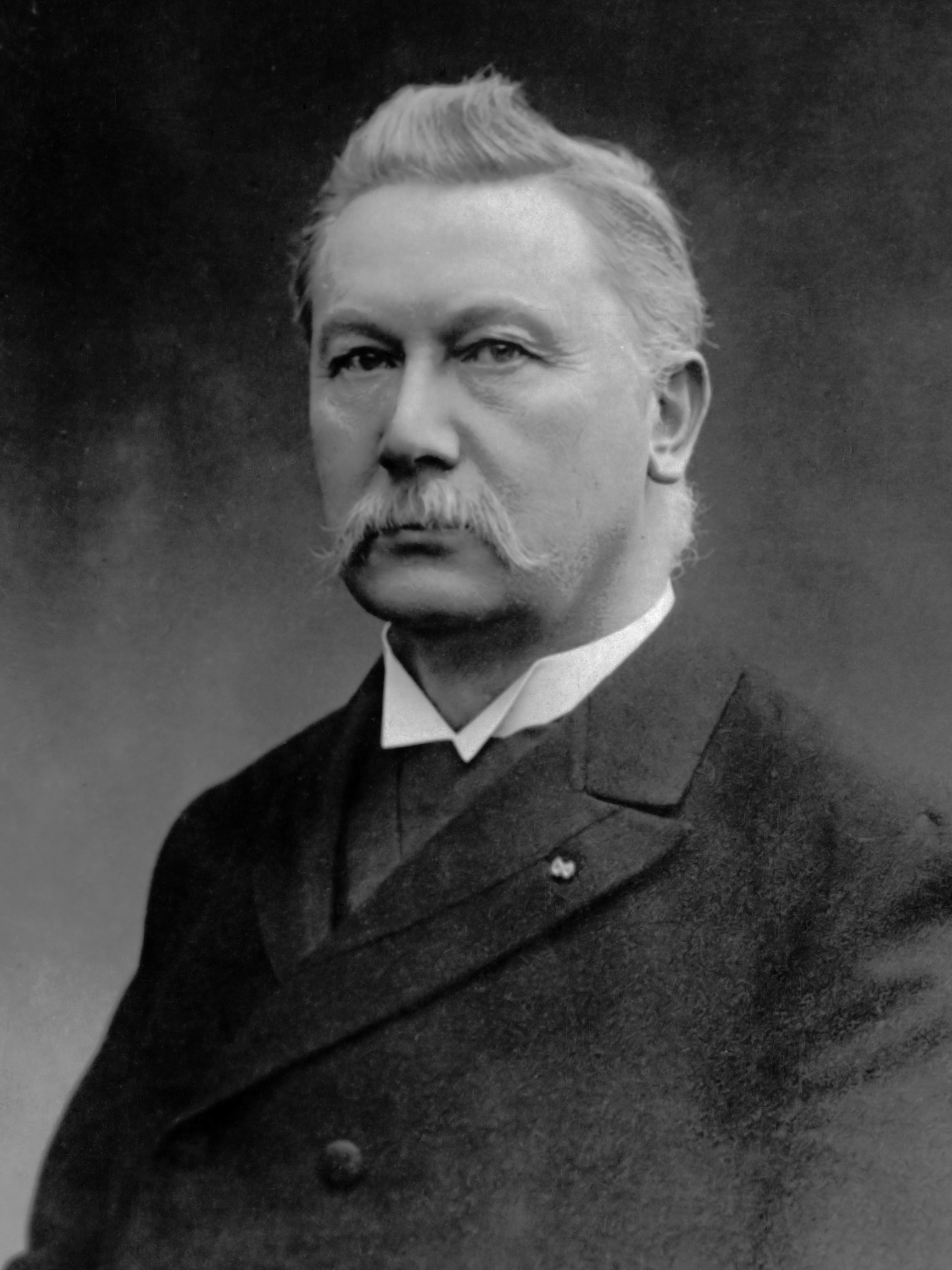
Jan Poels (*1851)

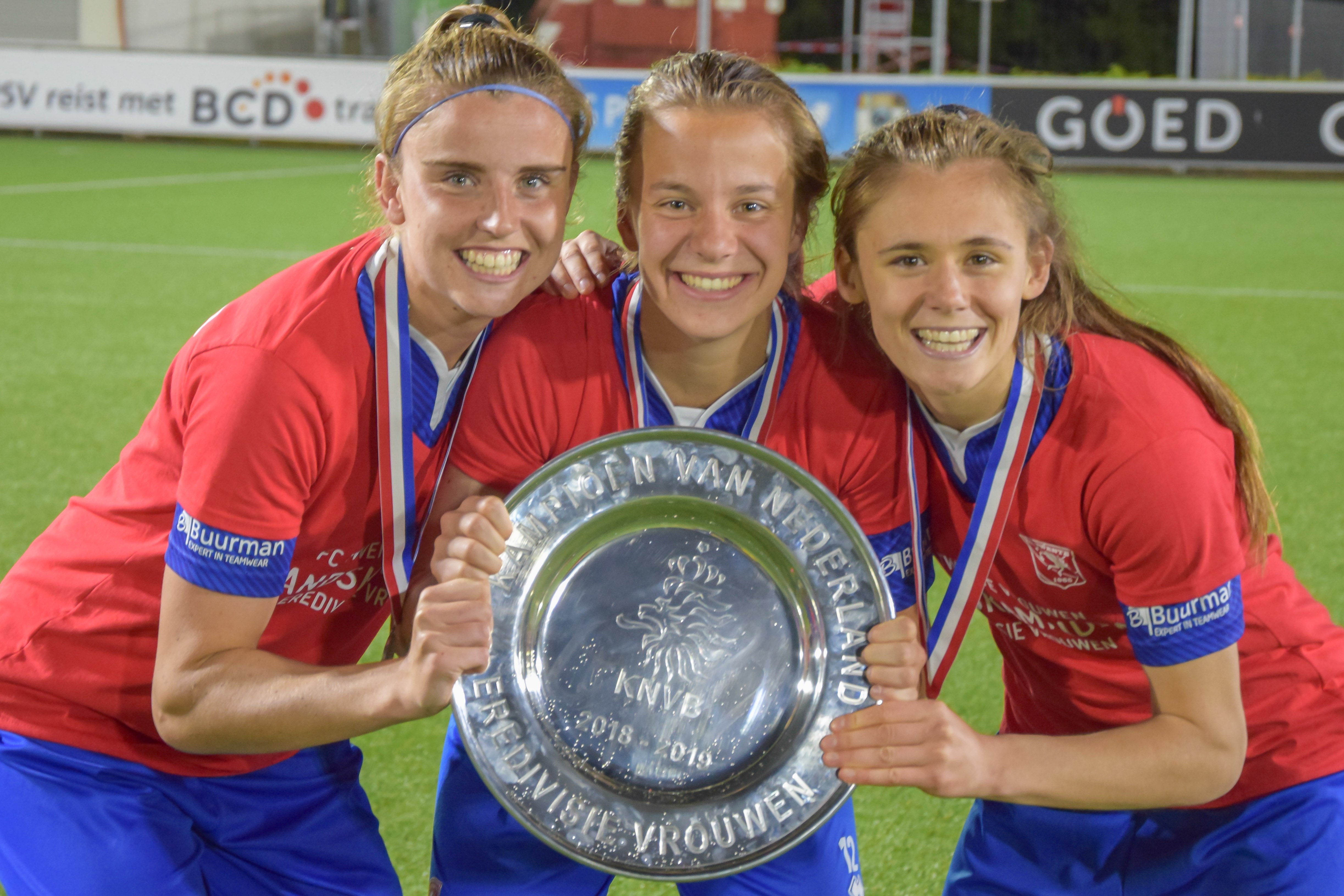
Myrte Morrees (links *1994)

- Gijsbert van der Gaet (1410/1420-1493), notarius en cubicularius secretus van paus Pius II
- Jan Poels (1851-1927), veearts en bacterioloog
- Theo Lutters (circa 1854-1938), stukadoor, beeldhouwer
- Herman Maas (1877-1958), onderwijsman, schrijver en journalist
- Henri Poels (1868-1948), priester en theoloog
- Antonius Hanssen (1906-1958), bisschop van het bisdom Roermond
- Johan Jeuken (1909-1982), kleermaker en schilder
- Adriaan van der Veen (1916-2003), schrijver en journalist
- Aquino van Dijck (1922-2002), glazenier, beeldhouwer
- Wim Janssen (1932-2012), burgemeester en politicus
- Ruud Vermaaten (1935-2023), burgemeester en politicus
- Joop de Klerk (1948-2021), voetballer
- Noud Janssen (1956), voetballer
- Anne-Mieke Ruyten (1960), actrice
- Hans Teunissen (1963), burgemeester en politicus
- Louis Sévèke (1964-2005), politiek activist, journalist en publicist
- Marleen Sijbers (1965), burgemeester en politica
- Edward Linskens (1968), voetballer
- Stella Gommans (1971), televisiepresentatrice
- Leopold van Asten (1976), springruiter
- Mark Veens (1978), zwemmer
- Ferry Greevink (1981), wereldkampioen taekwondo Korea 2001
- Debby Connor (1982), speelster Nederlands vrouwensoftbalteam
- Bregje Crolla (1986), atlete
- Rámon Verkoeijen (1986), radio-dj, muziekproducer en kunstenaar
- Wout Poels (1987), wielrenner
- Joey Litjens (1990), motorrijder
- Dylan Haegens (1992), YouTuber
- Gianluca Maria (1992), voetballer
- Pauliena Rooijakkers (1993), wielrenster
- Dion Dreesens (1993), zwemmer
- Myrthe Moorrees (1994), voetbalster
- Dagmar Boom (2000), volleybalster
- Amber van Heeswijk (2000), voetbalster
- Zara Delisse (2010), model
- Eef van Mil (2010), model
- Noor Schelbergen (2010), model